# 紅尾鸚鵡
紅尾鸚鵡（Amazona brasiliensis），又名紅尾亞馬遜鸚鵡或紅尾亞馬遜鸚哥，是一種鸚鵡。牠們是巴西東南部聖保羅州及巴拉那州海岸區的特有種。牠們受到失去棲息地及被捕獵作寵物等威脅，被世界自然保護聯盟列為易危。於1991年至1992年，估計牠們只有少於2000隻。隨著不同的保育計劃，牠們的數量已回升至約6600隻。

## 特徵

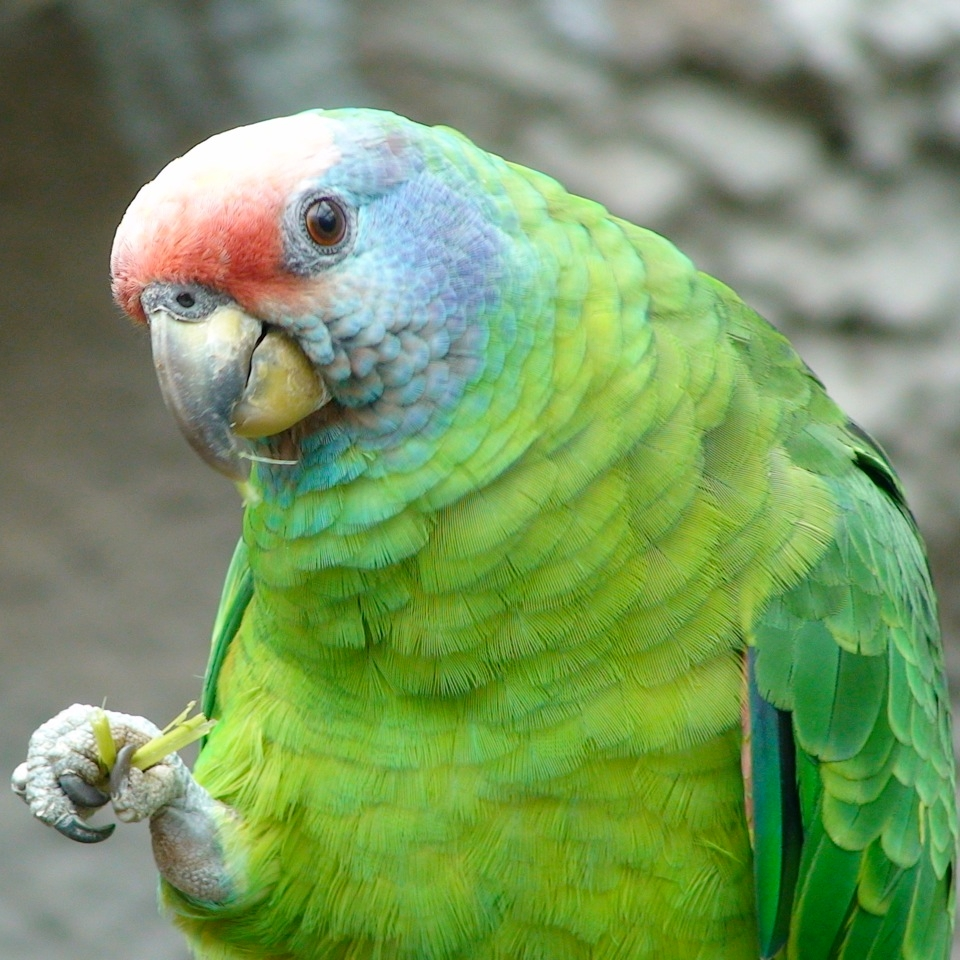
紅尾鸚鵡的上身。

紅尾鸚鵡重約425克及長35厘米。牠們的尾巴上有一紅色的闊帶，但只有在下看或張開尾巴時才能看到，末端亦有黃色的闊帶。外飛羽底呈深紫藍色，尖端深藍色。身體羽毛主要是綠色，而喉嚨、兩頰及耳部都是紫藍色的，前冠紅色。喙呈黃灰色，尖端黑色，眼睛周圍呈淡灰色，瞳孔橙色。雛鳥的顏色較沉，而瞳孔則是褐色的。

## 棲息地
紅尾鸚鵡棲息在大西洋森林近岸的森林、林地及紅樹林。牠們差不多只生活在低地，一般海拔低於200米的地方，但有些也會在海拔700米的地方出現。

## 行為
紅尾鸚鵡一般是成對或以群落生活，數量可達幾百隻。牠們主要是在近岸的島嶼上棲息及繁殖，但會在附近的大陸覓食。牠們主要吃果實、種子、花朵、花蜜及昆蟲。
紅尾鸚鵡在紅樹林及近岸的森林繁殖。繁殖季節介乎9月至2月，每次會生3-4隻蛋。牠們會在樹穴中築巢。孵化期為27-28日，雛鳥50-55日大就會換羽。

## 威脅
巴西的工業化，並經濟及人口增長，都是紅尾鸚鵡數量減少的原因。每年大量的伐林都令紅尾鸚鵡失去了家園，其棲息地受到破壞而出現食物短缺。就大西洋森林就已經消失了93%，餘下的7%都被公路等劃分。被細分的地區限制了食物的供應，牠們為此而遷往邊緣地區，受到人類及掠食者的侵害。
紅尾鸚鵡色彩鮮艷，很易成為捕獵的對象。於1990年至1994年所監察的47個巢穴，就有41個被人類洗劫。當地人捕獵紅尾鸚鵡出售，作為寵物及研究之用。另外，運送途中亦令大部份紅尾鸚鵡死亡。故此其數量不斷下降。

## 保育
為保護紅尾鸚鵡，自1997年就開始了一些教育計劃。這些教育計劃主要提高對紅尾鸚鵡瀕危的關注，藉以減少伐林及捕獵的行為。
另外亦設立了一些保育設施來飼養紅尾鸚鵡，歐盟及巴西在這方面已獲得成功。於1989年，在巴西成立了蘇波拉圭國家公園（Superagüi National Park）對紅尾鸚鵡的保育最為有效。雖然這個公園並非為保育紅尾鸚鵡而設立，但它卻提供了安全的棲息環境，讓紅尾鸚鵡的生存得以延續。
紅尾鸚鵡受到《瀕危野生動植物種國際貿易公約》附錄一的保護，其貿易受到限制。

## 重要性
由於紅尾鸚鵡會在很大遍的地方覓食，故在傳播種子有著重要的角色。牠們也會在大西洋大陸遷徙至沿岸島嶼，也可以幫助傳播種子。在巴西，觀賞野生的紅尾鸚鵡及其遷徙亦為當地人帶來收入。

## 外部連結
- ARKive[永久]
- BirdLife Species Factsheet （页面存档备份，存于）